# Димитрије Јанковић (сликар)
Димитрије Јанковић  (XVIII век) био је српски сликар.

## Уметничко дело
Димитрије Јанковић је 1769. учествовао у сликању Успењске цркве у Новом Саду, где је и позлатио крст.